# 双天至尊
《雙天至尊》是新加坡拍摄制作的华语电视连续剧，第一部播映完畢後，迴響極佳，遂產生了1996年的第二部，及2002年的第三部，形成三部曲。
《双天至尊》是新加坡第一部有关赌博的电视剧。由新加坡著名電視演員郑惠玉（飾演洛其芳）和李南星（飾演言飞）擔綱主演。故事背景设在一個虚构的珊瑚岛上，主要描写两个家族激烈的对抗和斗争。

## 劇情簡介
二十多年前，珊瑚島只是一片荒蕪之地，極富盛名、人們口敬頌道的賭癡言琨（陳澍承飾），與五歲稚子言飛（王僑王飾）同時愛上這片土地，擁有珊瑚島地契的言琨，更決定要在這裡興建一座萬人矚目的大型賭場。豈料，一向與言琨作對的千王龍庭光（朱厚任飾）亦看上這片土地，兩人為爭奪珊瑚島的所有權，而展開了一場生死賭局。龍庭光利用言妻張琪（黃佩如飾），使詐獲勝，言琨服輸，只得被逼挖去雙目，並從此退出賭壇，張琪也因愧對丈夫，在言飛面前自刎而死，臨死前要言飛小心沉迷賭博的女人。為逃避龍庭光持續的追殺，言琨躲到獄中避難，並將兒子言飛改名林建飛，建飛跟隨父親苦練賭術，以待日後復仇。
龍庭光雖然贏了賭局，但三個兒子卻應相士之言而夭折，龍妻叔嫻（陳安娜飾）為了保住唯一的女兒龍嘉嘉，聽從相士之言，將嘉嘉送往洛家撫養，並改名為洛其芳。從此在洛家長大的龍嘉嘉，對年幼時的這段身世並不復印象。叔嫻臨死前懇求丈夫，不要在女兒25歲前將她接回家，否則父女就會相剋。
十八年後，建飛（李南星飾）和其芳（鄭惠玉飾）都長大成人，兩人在一次非法聚賭之取締事件中結識彼此。建飛貪慕虛榮的女友妙珠（洪昭容飾），與建飛結婚當天，竟投入了龍庭光的義子——蔡海杰（梁維東飾）的懷抱。憤怒的建飛找蔡海杰算帳，年少氣盛的他卻敗在龍庭光手下之千門八將手裡。建飛因而頹廢，所幸有其芳從旁開解，並收留他，使他成為家裡的房客，終得重拾信心，進而交往，成為男女朋友。
言琨躲在獄中的消息最終還是被龍庭光所追查到，言琨為躲避龍庭光派出的殺手而逃獄，在地下水道取得安身之所，亦重新聯繫上建飛。
建飛終於在珊瑚島的賭王大賽中擊敗蔡海杰奪冠，此時，他和其芳的感情也穩定了，遂帶其芳去見父親，其芳方知悉建飛就是龍庭光的死對頭之子言飛。豈料，過了不久，因龍庭光認女，亦將洛其芳的身世揭發，彼此家庭竟是仇家。發現林建飛真正身份的龍庭光，更欲置言家父子於死地，其芳苦勸不果，言琨為救言飛而雙腿癱瘓。其後，言飛被龍庭光陷害入獄，並在獄中染上了毒癮。承受了如此非人遭遇的言飛，決定利用其芳來報仇，對她假稱自己不是言琨的親生兒子。深愛言飛的其芳對他深信不疑，將信將疑的龍庭光也答應兩人的婚事。
婚後，言飛因其芳懷孕而想放棄復仇，與此同時，龍庭光自導自演了一齣假死的戲，將言飛與其芳結婚的真正目的試了出來。言龍兩家的恩怨終於到了公開對戰的時候，由言飛和其芳一賭定輸贏，其芳在關鍵局中腹痛下場，改由龍庭光頂上，龍庭光剛愎自用，不相信女兒所言，孤注一擲，結果龍庭光因慘敗，不堪刺激而發瘋。
產下孩子後的其芳打算離開珊瑚島，言飛聞訊趕來懇求其芳原諒，其芳允諾，只要他能猜出他們孩子的性別，夫妻倆便和好……

## 演員表

### 言家
| 演員            | 角色          | 關係／暱稱                                                                                           | 登場集數            |
| 陳澍承          | 言 琨         | 賭癡 張琪之夫，言飛之父                                                                              | 1-5、7-8、11、13-20 |
| 黃佩如          | 張 琪         | 言琨之妻，言飛之母 於第1集自刎而死                                                                   | 1                   |
| 王僑玉 （童年） | 言 飛／林建飛 | 言琨與張琪之子 原為妙珠之未婚夫，妙珠於第2集悔婚，轉投蔡海懷抱 洛其芳之男友，後成為丈夫 何向南之好友 | 1                   |
| 李南星 （成年） | 言 飛／林建飛 | 言琨與張琪之子 原為妙珠之未婚夫，妙珠於第2集悔婚，轉投蔡海懷抱 洛其芳之男友，後成為丈夫 何向南之好友 | 全劇                |

### 龍家
| 演員            | 角色           | 關係／暱稱                                                                         | 登場集數      |
| 朱厚任          | 龍庭光         | 千王 叔嫻之夫，龍嘉嘉（洛其芳）之父 原育有三子一女，三子於第1集墜海死亡 蔡海杰的師父 | 1、4-18、20   |
| 陳安娜          | 淑 嫻          | 龍庭光之妻，龍嘉嘉（洛其芳）之母 原育有三子一女，三子於第1集墜海死亡               | 1、10         |
| （童年）        | 龍嘉嘉／洛其芳 | 芳哥 龍庭光與叔嫻之么女 任職女警                                                   | 1、10、13、17 |
| 鄭惠玉 （成年） | 龍嘉嘉／洛其芳 | 芳哥 龍庭光與叔嫻之么女 任職女警                                                   | 全劇          |

### 洛家
| 演員   | 角色   | 關係／暱稱 | 登場集數    |
| 潘 恩  | 洛兆祥 | 洛文欣、洛雁玲之父，洛其芳之養父 有醫生執照，生性好賭而停業 有三任妻子，第一任被氣死，第二任因被逼賣入火坑而逃跑，第三任被大耳窿砍死 | 1-12、16-17 |
| 鄭惠玉 | 洛其芳 | 芳哥 洛兆祥之養女，洛文欣、洛雁玲之養大姐 見龍家                                                                                     | 見龍家      |
| 薛素珊 | 洛文欣 | 洛兆祥之長女，洛雁玲同父異母之姐，洛其芳之養妹 母親為洛兆祥第二任妻子 任職仇氏集團酒店 後成為何向南之女友                            | 全劇        |
| 林惠嬋 | 洛雁玲 | 洛兆祥之小女，洛文欣同父異母之妹，洛其芳的之養妹 母親為洛兆祥第三任妻子                                                              | 1-13、16-17 |

### 仇家
| 演員   | 角色   | 關係／暱稱                                                                                | 登場集數   |
| 劉謙益 | 仇鼎天 | 仇懷楓與仇劍雄之父 仇氏集團總裁 於第6集被診斷只剩兩個星期壽命 於第6集被仇劍雄意外推下山坡 | 2、4-7     |
| 洪慧芳 | 仇懷楓 | 仇鼎天之長女，仇劍雄之姐                                                                  | 2-9、11-20 |
| 傅友明 | 仇劍雄 | 仇鼎天之幼子，仇懷楓之弟                                                                  | 2-7        |

### 其他
| 演員        | 角色   | 關係／暱稱 | 登場集數                     |
| 梁維東      | 蔡海   | 龍庭光之徒弟 與陳警司官商勾結                                                                                           | 全劇                         |
| 林益盛      | 何向南 | 林建飛（言飛）之好友 第3集因襲警而被判入獄，於第7集出獄 後成為洛文欣之男友                                              | 1-5、7-19                    |
| 洪昭容      | 妙珠   | 原為林建飛（言飛）之未婚妻，妙珠於第2集悔婚，轉投蔡海懷抱                                                               | 1-2、10-11、15               |
| 金舉拱      | 相士   | 於第1集推算出龍庭光三子將因其不義之舉而夭折並應言 於第1集指出，龍庭光與女兒龍嘉嘉八字相剋，需盡快送走，25歲之前不得相認 | 1、10-11、17、20             |
| 塔琳托婭    | 陳警司 | 洛其芳的上司 與蔡海官商勾結                                                                                             | 2-3                          |
| 嚴丙量      | 伍富   | 仇氏集團賭場經理 | 2-9                          |
| 林金池      | 六叔   | 餐廳老闆 | 2-3                          |
| 鄭 文       | 新仔   | 警員，洛其芳同事，與蔡海杰官商勾結                                                                                        | 1-4、7                       |
| 楊 越       | 曹堅   | | 1、8-9、11-12、14、16-18、20 |
| 陳富健      | Tony   | 蔡海杰之隨從 | 1-3、5-7、9-10、12-20        |
| 陳天祥      | 忠叔   | | 3、10-11                     |
| 梁寶柱      | 祥叔   | | 3、11                        |
| 王金龍      | Jimmy  | | 2-4                          |
| Georgie Ong | 大口昌 | | 2、5、8                      |
| 鍾樹嶸      | 阿都   | | 5-6                          |
| 林星宏      | 阿生   | 荷官 | 4-6                          |
| 朱玉葉      | 祥嫂   | | 10                           |
| 周雲楓      | Linda  | | 9、14、16                    |
| 紀秋香      | 雪兒   | | 14-15                        |

### 千門八將
| 演員   | 角色           | 關係／暱稱                                                      | 登場集數         |
| 朱厚任 | 正將           | 即龍庭光，行事神秘，一般頂多只能見到他的背影 見龍家             | 見龍家           |
| 周全喜 | 提將           | 於第3集出千贏了林建飛，卻在另一場賭局輸給仇懷楓 於第4集自殺而死 | 3-4              |
| 夏 川  | 反將／田中宏一 | 對外宣稱因火山爆發而意外死亡，實為化名田中宏一                  | 12-14、17-18、20 |
| 王裕香 | 脫將           | 於第1集中，因在賭局中輸給言琨，而斷指退出賭壇                   | 1                |
| 謝韶光 | 風將           | 於第1集中，因在賭局中輸給言琨，而斷指退出賭壇                   | 1                |
| 黃奕良 | 火將           | 於第1集中，因在賭局中輸給言琨，而斷指退出賭壇                   | 1                |
| 葉世品 | 徐將           | 於第3集出千贏了林建飛，卻在另一場賭局輸給仇懷楓 於第4集自殺而死 | 3-4              |
| 梁 田  | 謠將           | 於第3集出千贏了林建飛，卻在另一場賭局輸給仇懷楓 於第4集自殺而死 | 3-4              |

## 獎項
在新廣（SBC）於1994年首度舉辦的紅星大獎中，《雙天至尊》囊括了好幾個獎項：
- 最佳電視劇。
- 男女主角李南星和鄭惠玉分別獲得最受歡迎男藝人及女藝人。

此外，本劇亦是新加坡電視史上首部以賭術為主題，並成為系列劇集的電視影集。

## 其他系列
- 1996年：双天至尊Ⅱ
- 2002年：双天至尊Ⅲ

## 外部連結
- 豆瓣电影上《双天至尊》的資料 （简体中文）

| 新加坡 新廣第8波道 （星期一到星期五 21:30到22:30）節目 | 新加坡 新廣第8波道 （星期一到星期五 21:30到22:30）節目 | 新加坡 新廣第8波道 （星期一到星期五 21:30到22:30）節目 |
| ------------------------------------------------------ | ------------------------------------------------------ | ------------------------------------------------------ |
|                                                        | 双天至尊 （1993年11月4日-1993年12月1日）               |                                                        |
| 鬥氣姐妹 （1993年10月7日-1993年11月3日）               | 天機風雲 （1993年12月2日-1993年12月29日）              |                                                        |

| 首任 | 红星大奖 最佳電視劇 1994年 | 繼任： 緣盡今生 |